# Prima di andare via (Neffa)
Prima di andare via è un singolo del cantante italiano Neffa, pubblicato il 23 maggio 2003 come primo estratto dal quarto album in studio I molteplici mondi di Giovanni, il cantante Neffa.

## Descrizione
Si tratta di un brano dance pop caratterizzato da influenze funk e soul. Il testo affronta invece il tentativo di redenzione del protagonista, che cerca di lasciarsi indietro la sua vita, attraverso la conoscenza di una ragazza.

## Promozione
Prima di andare via è stato inizialmente distribuito per le stazioni radiofoniche italiane verso la fine di maggio, venendo frequentemente trasmesso e conquistando la vetta della rispettiva classifica. Il successivo 27 giugno è stato commercializzato nel formato CD accompagnato da due b-side.

## Altre interpretazioni
Nel 2008 il brano è stato cantato dai Neri per Caso, insieme allo stesso Neffa, in occasione dell'uscita dell'album Angoli diversi.
Nel 2021 invece è stato cantato da Noemi insieme allo stesso Neffa al Festival di Sanremo 2021 nella serata dedicata alle cover.

## Tracce
CD promozionale
1. Prima di andare via (Radio Edit) – 3:24

CD
1. Prima di andare via – 3:50 (Giovanni Pellino, Cesare Nolli, Christian Lavoro, Gaetano Pellino)
2. Fuori dalla notte – 2:47 (Giovanni Pellino)
3. Sweet Song – 2:23 (Giovanni Pellino)

## Formazione
Musicisti
- Neffa – voce, arrangiamento
- Al Castellana – cori
- Paolo Caruso – percussioni
- Cesare Nolli – batteria, basso, chitarra, assolo di chitarra, percussioni
- Christian Lavoro – chitarra
- Fabio Valdemarin – Fender Rhodes, tastiera

Produzione
- Neffa – produzione, missaggio
- Gaetano Pellino – missaggio

## Classifiche
| Classifica (2003) | Posizione massima |
| ----------------- | ----------------- |
| Italia            | 10                |